# Draft 1984 de la NFL
1983 1985
La draft 1984 de la NFL est la procédure par laquelle les équipes de la National Football League sélectionnent des joueurs de football américain universitaire. La draft a lieu les 1er et 2 mai 1984 à l'hôtel Park Central (en) à New York,. Aucune équipe ne choisit de réclamer des joueurs dans la draft supplémentaire cette année-là.
La NFL organise une draft spéciale supplémentaire destiné aux joueurs qui ont déjà signé avec l'USFL ou la LCF le 5 juin 1984.
La draft de 1984 est la première en dix ans dans laquelle aucun quarterback n'est sélectionné au premier tour. Le premier est Boomer Esiason, qui est choisi par les Bengals de Cincinnati au deuxième tour, avec le 38e choix.

## Draft
La Draft se compose de 12 tours, qui permettent 28 choix chacun (soit un par équipe en principe). L'ordre des franchises est normalement décidé pour chaque tour par leurs résultats au cours de la saison précédente : plus une équipe réussit sa saison, plus son choix de draft sera tardif, et inversement. Par exemple, les Oilers de Houston et les Buccaneers de Tampa Bay, avec le pire bilan de la saison 1983 avec 2 victoires contre 14 défaites, obtiennent le premier choix de draft et le premier choix de chaque tour à tour de rôle. À l'inverse les Raiders de Los Angeles, vainqueurs du Super Bowl XVIII et donc champions en titre, obtiennent le dernier choix de chaque tour.
Les choix de draft peuvent aussi être échangés entre les équipes, contre d'autres choix de draft ou même des joueurs, ce qui explique que certaines franchises aient plusieurs choix ou même aucun durant un tour.
Les franchises peuvent enfin recevoir des choix de compensations en fin de tour, qui permettent à des équipes ayant perdu plus de joueurs qu'ils ne pouvaient en acquérir à l'inter-saison d'effectuer une sélection supplémentaire.
Légende :
- ° : Intronisé au Pro Football Hall of Fame
- † : Joueur sélectionné pour le Pro Bowl

### 1ertour
Les joueurs choisis au premier tour :
| Choix | Équipe                             | Joueur                 | Position         | Université                       | Notes                             |
| ----- | ---------------------------------- | ---------------------- | ---------------- | -------------------------------- | --------------------------------- |
| 1     | Patriots de la Nouvelle-Angleterre | Irving Fryar †         | Wide receiver    | Cornhuskers du Nebraska          | Buccaneers → Bengals, → Patriots, |
| 2     | Oilers de Houston                  | Dean Steinkuhler (en)  | Offensive tackle | Cornhuskers du Nebraska          |                                   |
| 3     | Giants de New York                 | Carl Banks †           | Linebacker       | Spartans de Michigan State       | [ Note 1 ]                        |
| 4     | Eagles de Philadelphie             | Kenny Jackson (en)     | Wide receiver    | Nittany Lions de Penn State      |                                   |
| 5     | Chiefs de Kansas City              | Bill Maas (en) †       | Nose tackle      | Panthers de Pittsburgh           |                                   |
| 6     | Chargers de San Diego              | Mossy Cade (en)        | Safety           | Longhorns du Texas               |                                   |
| 7     | Bengals de Cincinnati              | Ricky Hunley (en)      | Linebacker       | Wildcats de l'Arizona            |                                   |
| 8     | Colts d'Indianapolis               | Leonard Coleman (en)   | Safety           | Commodores de Vanderbilt         |                                   |
| 9     | Falcons d'Atlanta                  | Rick Bryan (en)        | Defensive end    | Sooners de l'Oklahoma            |                                   |
| 10    | Jets de New York                   | Russell Carter (en)    | Safety           | Mustangs de SMU                  |                                   |
| 11    | Bears de Chicago                   | Wilber Marshall (en) † | Linebacker       | Gators de la Floride             | [ Note 2 ]                        |
| 12    | Packers de Green Bay               | Alphonso Carreker (en) | Defensive end    | Seminoles de Florida State       |                                   |
| 13    | Vikings du Minnesota               | Keith Millard †        | Defensive tackle | Cougars de Washington State      |                                   |
| 14    | Dolphins de Miami                  | Jackie Shipp (en)      | Linebacker       | Sooners de l'Oklahoma            | Bills → Dolphins,                 |
| 15    | Jets de New York                   | Ron Faurot (en)        | Defensive end    | Razorbacks de l'Arkansas         | Saints → Jets,                    |
| 16    | Bengals de Cincinnati              | Pete Koch (en)         | Defensive end    | Terrapins du Maryland            | Patriots → Bengals                |
| 17    | Cardinals de Saint-Louis           | Clyde Duncan (en)      | Wide receiver    | Volunteers du Tennessee          |                                   |
| 18    | Browns de Cleveland                | Don Rogers (en)        | Safety           | Bruins d'UCLA                    |                                   |
| 19    | Colts d'Indianapolis               | Ron Solt †             | Offensive guard  | Terrapins du Maryland            | Broncos → Colts,                  |
| 20    | Lions de Détroit                   | David Lewis (en)       | Tight end        | Golden Bears de la Californie    |                                   |
| 21    | Chiefs de Kansas City              | John Alt (en) †        | Offensive tackle | Hawkeyes de l'Iowa               | Rams → Chiefs,                    |
| 22    | Seahawks de Seattle                | Terry Taylor (en)      | Cornerback       | Salukis de Southern Illinois     |                                   |
| 23    | Steelers de Pittsburgh             | Louis Lipps (en) †     | Wide receiver    | Golden Eagles de Southern Miss   |                                   |
| 24    | 49ers de San Francisco             | Todd Shell (en)        | Linebacker       | Cougars de BYU                   | [ Note 1 ]                        |
| 25    | Cowboys de Dallas                  | Billy Cannon Jr. (en)  | Linebacker       | Aggies de Texas A&M              |                                   |
| 26    | Bills de Buffalo                   | Greg Bell (en) †       | Running back     | Fighting Irish de Notre-Dame     | Dolphins → Bills                  |
| 27    | Giants de New York                 | William Roberts (en) † | Offensive guard  | Buckeyes d'Ohio State            | Redskins → Giants,                |
| 28    | Bengals de Cincinnati              | Brian Blados (en)      | Offensive tackle | Tar Heels de la Caroline du Nord | Raiders → Patriots, → Bengals     |

#### Échanges1ertour
1. ↑    1. 1 Cincinnati envoie Jack Thompson à Tampa Bay pour un choix de premier tour (1er).
2. ↑    1. 1 La Nouvelle-Angleterre échange deux choix de premier tour (16e et 28e) en 1984, un choix de dixième tour en 1984 (265e) et un choix de cinquième tour (129e) en 1985 avec Cincinnati pour un choix de premier tour en 1984 (1er).
3. ↑    1. 14 Miami échange un choix de premier tour (26e) et deux choix de troisième tour (79e et 82e) avec Buffalo, pour un choix de premier tour (14e).
4. ↑    1. 15 Les Jets envoient Richard Todd aux Saints contre un choix de premier tour (15e).
5. ↑    1. 16 voir #1 Bengals → Patriots
6. ↑    1. 19 Indianapolis échange les droits sur John Elway avec Denver pour Chris Hinton, Mark Herrmann et un choix de premier tour (19e).
7. ↑    1. 21 Les Chiefs envoient Gary Green (en) aux Rams pour des choix de premier et cinquième tours (21e et 134e).
8. ↑    1. 26 voir #14 Bills → Dolphins
9. ↑    1. 27 Les Giants échangent leurs choix de deuxième et cinquième tours (31e et 125e) avec les Redskins pour un choix de premier tour (27e).
10. ↑    1. 28 Les Patriots envoient  Mike Haynes et un choix de septième tour en 1985 (192e) aux Raiders pour un choix de premier tour en 1984 (28e) et un choix de deuxième tour en 1985 (52e).
11. ↑    1. 28 voir #1 Bengals → Patriots

### Joueurs notables sélectionnés dans les tours suivants
| Choix | Équipe                        | Joueur               | Position         | Université                              | Notes              |
| ----- | ----------------------------- | -------------------- | ---------------- | --------------------------------------- | ------------------ |
| 32    | Falcons d'Atlanta             | Scott Case (en) †    | Safety           | Sooners de l'Oklahoma                   | Eagles → Falcons,  |
| 38    | Bengals de Cincinnati         | Boomer Esiason †     | Quarterback      | Terrapins du Maryland                   |                    |
| 51    | Raiders de Los Angeles        | Sean Jones (en) †    | Defensive end    | Huskies de Northeastern                 | 49ers → Raiders,   |
| 59    | Giants de New York            | Jeff Hostetler †     | Quarterback      | Mountaineers de la Virginie-Occidentale |                    |
| 73    | 49ers de San Francisco        | Guy McIntyre †       | Offensive guard  | Bulldogs de la Géorgie                  | Cardinals → 49ers, |
| 76    | Seahawks de Seattle           | Fredd Young (en) †   | Linebacker       | Aggies de New Mexico State              |                    |
| 83    | Cardinals de Saint-Louis      | Jay Schroeder †      | Quarteback       | Bruins d'UCLA                           |                    |
| 121   | 49ers de San Francisco        | Michael Carter †     | Defensive tackle | Mustangs de SMU                         | Falcons → 49ers,   |
| 141   | Oilers de Houston             | John Grimsley (en) † | Linebacker       | Wildcats du Kentucky                    |                    |
| 173   | Chiefs de Kansas City         | Kevin Ross (en) †    | Cornerback       | Owls de Temple                          |                    |
| 237   | Saints de La Nouvelle-Orléans | Brian Hansen (en) †  | Punter           | Cougars de Sioux Falls (en)             |                    |
| 271   | Bears de Chicago              | Shaun Gayle (en) †   | Safety           | Buckeyes d'Ohio State                   | Browns → Bears,    |
| 280   | Browns de Cleveland           | Earnest Byner (en) † | Running back     | Pirates d'East Carolina                 | Raiders → Browns,  |
| ND    | Colts d'Indianapolis          | Dean Biasucci (en) † | Kicker           | Catamounts de Western Carolina (en)     |                    |

#### Échanges tours suivants
1. ↑    1. 32 Atlanta envoie Joel Williams (en) à Philadelphie pour un choix de deuxième tour (32e).
2. ↑    1. 51 Les Raiders échangent leurs choix de deuxième et cinquième tours (56e et 139e) avec les 49ers pour un choix de deuxième tour (51e).
3. ↑    1. 73 San Francisco échange ses choix de troisième et cinquième tours (80e et 136e) avec Saint-Louis pour un choix de troisième tour (73e).
4. ↑    1. 121 San Francisco échange ses choix de cinquième et sixième tours (132e et 163e) avec Atlanta pour un choix de cinquième tour (121e).
5. ↑    1. 271 Cleveland échange ses choix de neuvième, dixième, onzième et douzième tours (244e, 271e, 297e et 330e) de la draft régulière 1984 avec Chicago, pour des choix des choix de premier, deuxième et troisième tours (11e, 44e et 71e) de la draft supplémentaire USFL.
6. ↑    1. 280 Les Browns envoient Henry Sheppard (en) aux Raiders pour un choix de dixième tour (280e).

### Draft supplémentaire USFL/LCF
Le 5 juin 1984, à New York, la National Football League organise une draft pour les seniors d'université ayant déjà signé avec la United States Football League ou la Canadian Football League, dans le but de parer une guerre d'enchères dans leurs propres rangs pour des joueurs USFL et CFL. Les équipes de la NFL ont choisi 84 joueurs sur les 224 disponibles. La draft est destinée aux joueurs qui auraient été éligibles pour le repêchage régulier de la NFL en 1984, mais qui avaient déjà signé un contrat avec une équipe de la USFL ou de la LCF.
Joueurs notables sélectionnés lors de cette draft :
| Tour | Équipe                        | Joueur                 | Position        | Équipe USFL/LCF            | Université                       | Note            |
| ---- | ----------------------------- | ---------------------- | --------------- | -------------------------- | -------------------------------- | --------------- |
| 1    | Buccaneers de Tampa Bay       | Steve Young °          | Quarterback     | Express de Los Angeles     | Cougars de BYU                   | ,               |
| 2    | Giants de New York            | Mike Rozier (en) †     | Running back    | Maulers de Pittsburgh (en) | Cornhuskers du Nebraska          |                 |
| 3    | Oilers de Houston             | Gary Zimmerman °       | Offensive guard | Los Angeles Express        | Ducks de l'Oregon                | ,               |
| 4    | Eagles de Philadelphie        | Reggie White °         | Defensive end   | Showboats de Memphis       | Volunteers du Tennessee          | ,               |
| 6    | Chargers de San Diego         | Lee Williams (en) †    | Defensive end   | Los Angeles Express        | Wildcats de Bethune–Cookman (en) |                 |
| 11   | Browns de Cleveland           | Kevin Mack (en) †      | Fullback        | Los Angeles Express        | Tigers de Clemson                | Bears → Browns, |
| 15   | Saints de La Nouvelle-Orléans | Vaughan Johnson (en) † | Linebacker      | Bulls de Jacksonville (en) | Wolfpack de North Carolina State |                 |
| 18   | Browns de Cleveland           | Mike Johnson (en) †    | Linebacker      | Stars de Philadelphie      | Hokies de Virginia Tech          |                 |
| 21   | Rams de Los Angeles           | William Fuller (en) †  | Defensive end   | Stars de Philadelphie      | Tar Heels de la Caroline du Nord |                 |
| 42   | Saints de La Nouvelle-Orléans | Mel Gray (en) †        | Running back    | Los Angeles Express        | Boilermakers de Purdue           |                 |
| 44   | Browns de Cleveland           | Gerald McNeil (en) †   | Wide receiver   | Gamblers de Houston        | Bears de Baylor                  | Bears → Browns, |
| 55   | Redskins de Washington        | Gary Clark (en) †      | Wide receiver   | Bulls de Jacksonville      | Dukes de James Madison           |                 |
| 83   | Redskins de Washington        | Clarence Verdin (en) † | Wide receiver   | Gamblers de Houston        | Ragin' Cajuns de Louisiana       |                 |

#### Échanges draft supplémentaire
1. 1 2  Cleveland échange ses choix de neuvième, dixième, onzième et douzième tours (244e, 271e, 297e et 330e) de la draft régulière 1984 avec Chicago, pour des choix des choix de premier, deuxième et troisième tours (11e, 44e et 71e) de la draft supplémentaire USFL.